# St. Bernhard-Frauenhofen
St. Bernhard-Frauenhofen é um município da Áustria localizado no distrito de Horn, no estado de Baixa Áustria.